# Анальное отбеливание

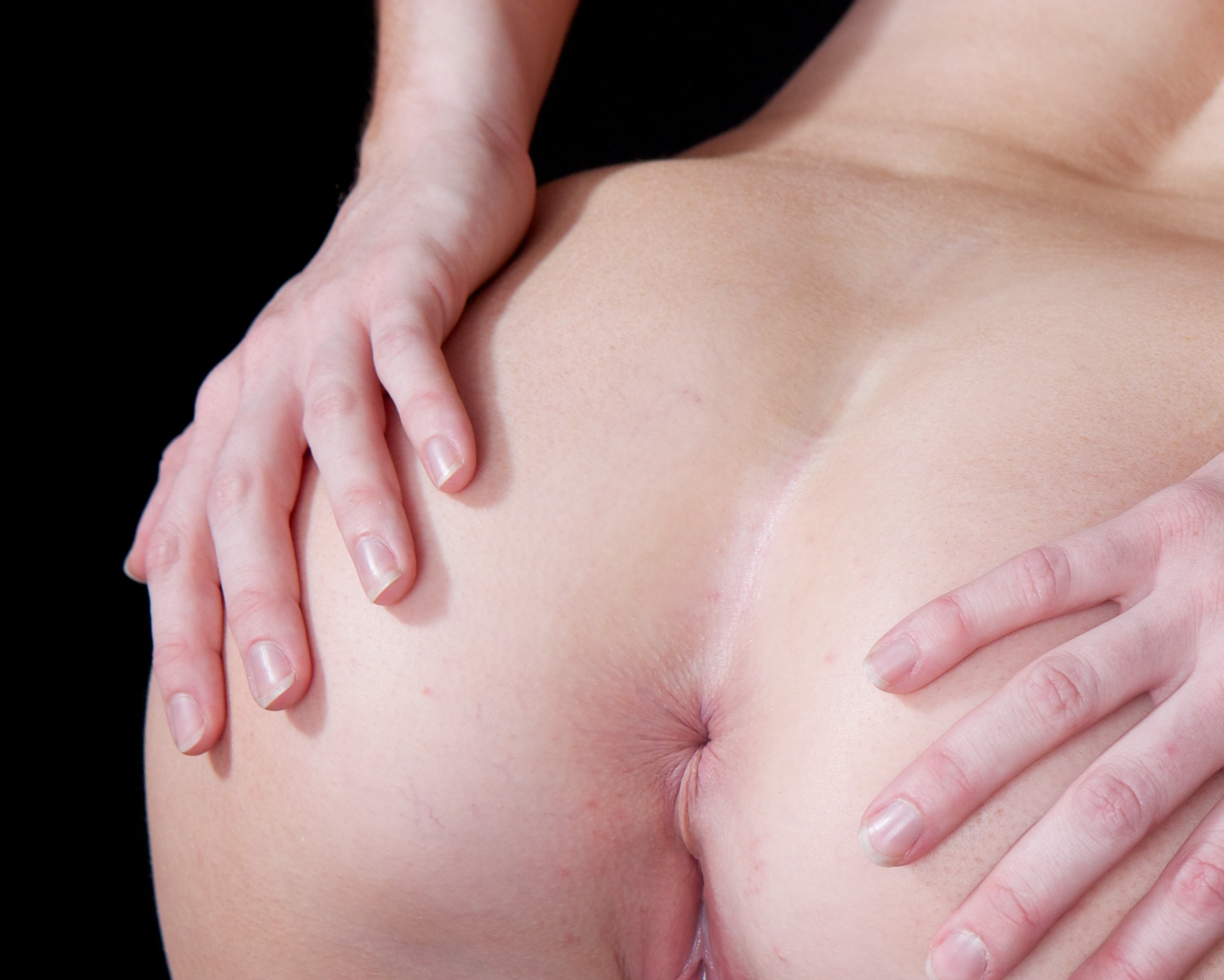
Демонстрация результата отбеливания ануса

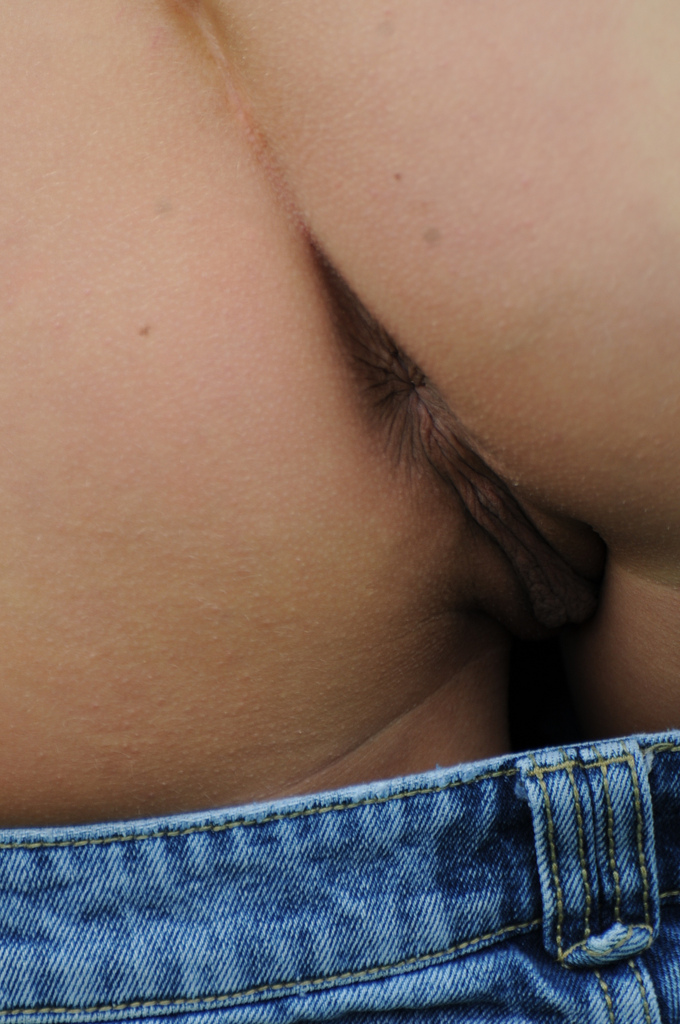
Анус женщины перед отбеливанием

Ана́льное отбе́ливание — практика осветления пигментации кожи вокруг ануса. Используется в косметических целях, чтобы тон цвета кожи вокруг ануса не выделялся на фоне ближайших участков тела. Также анальное отбеливание часто используется в порнографической индустрии для улучшения внешнего вида области ануса.

## Риски для здоровья
Используемая косметика может содержать ингредиенты, способные стать причиной раздражения чувствительной кожи вокруг ануса, приводящего к временному дискомфорту, жжению и даже энкопрезу.
Отбеливание ануса может быть выполнено с использованием кремов, содержащих гидрохинон, используемый для осветления кожи и обычно включённый в продукты, позиционирующиеся как подходящие для темнокожих людей для выравнивания тона цвета кожи.
Гидрохинон запрещён в некоторых странах, включая страны — члены Европейского союза.
В 2006 году Управление по санитарному надзору за качеством пищевых продуктов и медикаментов США отказалось от ранних утверждений о безопасности гидрохинона из-за выявленной связи с охронозом — синдромом, при котором кожа навсегда становится бесцветной и изуродованной, а также в связи с предположением о канцерогенности гидрохинона. Однако использование гидрохинона не запрещено в США до сих пор.
Другими ингредиентами, используемыми для осветления кожи, являются арбутин и койевая кислота. Арбутин может быть преобразован организмом в гидрохинон. Койевая кислота была разработана как более безопасная альтернатива гидрохинону, однако она менее эффективна для отбеливания кожи и является возможным канцерогеном..